# Чемпіонат Полтавської області з футболу
Як адміністративна одиниця Полтавська область була виділена з Харківської області 1937 року, а перший Чемпіонат Полтавської області з футболу відбувся 1938 року (чемпіонати Полтави регулярно відбувались ще з 1920-х). Команда ВАТУ (Військове автомобільно-танкове училище) здобула 3-річний перехідний приз, отже наступний чемпіонат мав відбутися 1941 року, але не був проведений через початок Німецько-радянської війни.

## Призери всіх чемпіонатів
| Сезон    | Чемпіон                       | 2 місце                      | 3 місце                       |
| 1938     | ПВАТУ (Полтава) (1)           | «Рот фронт» (Полтава)        | «Локомотив» (Полтава)         |
| 1946     | «Спартак» (Полтава) (1)       | «Динамо» (Полтава)           | «Буревісник» (Миргород)       |
| 1947     | «Динамо» (Полтава) (1)        | «Авіачастина» (Полтава)      | «Дзержинець» (Крюків)         |
| 1948     | «Дзержинець» (Крюків) (1)     | «Авіачастина» (Полтава)      | «Спартак» (Полтава)           |
| 1949     | «Локомотив» (Полтава) (1)     | «Спартак» (Полтава)          | «Спартак» (Кременчук)         |
| 1950     | «Локомотив» (Полтава) (2)     | «Спартак» (Полтава)          | «Дзержинець» (Крюків)         |
| 1951     | «Спартак» (Полтава) (2)       | «Дзержинець» (Крюків)        | «Спартак» (Кременчук)         |
| 1952     | «Дзержинець» (Крюків) (2)     | «Енергія» (Полтава)          | «Колгоспник» (Миргород)       |
| 1953     | «Локомотив» (Полтава) (3)     | «Енергія» (Полтава)          | «Авангард» (Крюків)           |
| 1954     | «Локомотив» (Полтава) (4)     | «Енергія» (Полтава)          | «Колгоспник» (Карлівка)       |
| 1955     | «Авангард» (Крюків) (3)       | «Енергія» (Полтава)          | «Спартак» (Кременчук)         |
| 1956 (л) | «Енергія» (Полтава) (1)       | «Локомотив» (Полтава)        | «Спартак» (Кобеляки)          |
| 1956 (о) | «Колгоспник» (Полтава) (1)    | «Авангард-2» (Кременчук)     | «Урожай» (Хорол)              |
| 1957     | «Локомотив» (Полтава) (5)     | «Авангард» (Крюків)          | «Енергія» (Полтава)           |
| 1958     | «Локомотив» (Полтава) (6)     | «Авангард» (Крюків)          | «Спартак» (Кобеляки)          |
| 1959     | «Колгоспник» (Хорол) (1)      | «Авангард» (Карлівка)        | «Динамо» (Миргород)           |
| 1960     | «Локомотив» (Полтава) (7)     | «Дніпро» (Кременчук)         | ДЮСШ «Колгоспник» (Полтава)   |
| 1961     | «Локомотив» (Полтава) (8)     | «Дніпро» (Кременчук)         | «Торпедо» (Кременчук)         |
| 1962     | «Дніпро» (Кременчук) (1)      | «Супутник» (Полтава)         | «Торпедо» (Кременчук)         |
| 1963     | «Стріла» (Полтава) (1)        | «Зірка» (Полтава)            | «Авангард» (Крюків)           |
| 1964     | «Зірка» (Полтава) (1)         | «Супутник» (Полтава)         | «Колгоспник» (Кобеляки)       |
| 1965     | «Авангард» (Крюків) (4)       | «Супутник» (Полтава)         | «Зірка» (Полтава)             |
| 1966     | «Супутник» (Полтава) (1)      | «Авангард» (Крюків)          | «Зірка» (Полтава)             |
| 1967     | «Супутник» (Полтава) (2)      | «Авангард» (Крюків)          | «Промінь» (Полтава)           |
| 1968     | «Супутник» (Полтава) (3)      | «Авангард» (Крюків)          | «Промінь» (Полтава)           |
| 1969     | «Супутник» (Полтава) (4)      | «Промінь» (Полтава)          | «Зірка» (Полтава)             |
| 1970     | «Вагонобудівник» (Крюків) (5) | «Промінь» (Полтава)          | «Зірка» (Полтава)             |
| 1971     | «Промінь» (Полтава) (1)       | «Супутник» (Полтава)         | «Динамо» (Миргород)           |
| 1972     | «Супутник» (Полтава) (5)      | «Локомотив» (Полтава)        | «Вагонобудівник» (Крюків)     |
| 1973     | «Металург» (Кременчук) (1)    | «Супутник» (Полтава)         | «Граніт» (Кременчук)          |
| 1974     | «Супутник» (Полтава) (6)      | «Буревісник» (Полтава)       | «Металург» (Кременчук)        |
| 1975     | «Буревісник» (Полтава) (1)    | «Металург» (Кременчук)       | «Супутник» (Полтава)          |
| 1976     | «Буревісник» (Полтава) (2)    | «Локомотив» (Полтава)        | «Металург» (Кременчук)        |
| 1977     | «Супутник» (Полтава) (7)      | «Локомотив» (Полтава)        | «Харчовик» (Велика Багачка)   |
| 1978     | «Металург» (Кременчук) (2)    | «Локомотив» (Полтава)        | «Харчовик» (Велика Багачка)   |
| 1979     | «Металург» (Кременчук) (3)    | «Гірник» (Комсомольськ)      | «Локомотив» (Полтава)         |
| 1980     | «Локомотив» (Полтава) (9)     | «Металург» (Кременчук)       | «Імпульс» (Лубни)             |
| 1981     | «Супутник» (Полтава) (8)      | «Сокіл» (Білики)             | ДЮСШ «Колос» (Полтава)        |
| 1982     | «Кооператор» (Полтава) (1)    | «Зірка» (Лубни)              | «Гірник» (Комсомольськ)       |
| 1983     | «Зірка» (Лубни) (1)           | «Локомотив» (Полтава)        | ДЮСШ «Колос» (Полтава)        |
| 1984     | «Автомобіліст» (Полтава) (1)  | «Мотор» (Полтава)            | «Зоря» (Полтава)              |
| 1985     | «Мотор» (Полтава) (1)         | «Автомобіліст» (Полтава)     | «Нафтовик» (Кременчук)        |
| 1986     | «Мотор» (Полтава) (2)         | «Локомотив» (Полтава)        | «Локомотив» (Гребінка)        |
| 1987     | «Автомобіліст» (Полтава) (2)  | «Дніпро» (Кременчук)         | «Локомотив» (Гребінка)        |
| 1988     | «Автомобіліст» (Полтава) (3)  | «Локомотив» (Гребінка)       | «Харчовик» (Артемівка)        |
| 1989     | «Автомобіліст» (Полтава) (4)  | «Дніпро» (Кременчук)         | «Локомотив» (Гребінка)        |
| 1990     | «Автомобіліст» (Полтава) (5)  | «Дормаш» (Кременчук)         | «Локомотив» (Комсомольськ)    |
| 1991     | «Псел» (Гадяч) (1)            | «Вагонобудівник» (Кременчук) | ФК «Миргород»                 |
| 1992     | «Нафтохімік» (Кременчук) (1)  | «Вагонобудівник» (Кременчук) | «Псел» (Гадяч)                |
| 1992-93  | «Локомотив» (Гребінка) (1)    | «Псел» (Гадяч)               | «Локомотив» (Полтава)         |
| 1993-94  | «Локомотив» (Гребінка) (2)    | «Дніпро-КрАЗ» (Кременчук)    | «Сула» (Лубни) (Лубни)        |
| 1994-95  | «Велта» (Полтава) (1)         | КрАЗ (Кременчук)             | «Харчовик» (Червонозаводське) |
| 1995-96  | «Локомотив» (Гребінка) (3)    | «Вимпел» (Петрівці)          | «Вагонобудівник» (Кременчук)  |
| 1996-97  | «Псел» (Гадяч) (2)            | «Нива» (Решетилівка)         | «Локомотив» (Гребінка)        |
| 1997-98  | «Псел» (Гадяч) (3)            | «Маяк» (Рокита)              | «Локомотив» (Гребінка)        |
| 1998-99  | «Псел» (Гадяч) (4)            | ФК «Пирятин»                 | «Локомотив» (Гребінка)        |
| 1999-00  | «Псел» (Гадяч) (5)            | «Кремінь-2» (Кременчук)      | «Локомотив» (Полтава)         |
| 2000-01  | ФК «Пирятин» (1)              | «Нафтовик-Псел» (Гадяч)      | «Кремез» (Кременчук)          |
| 2001-02  | «ЗемляК» (Миргород) (1)       | «Кремез» (Кременчук)         | «Нафтовик-Псел» (Гадяч)       |
| 2002-03  | «ЗемляК» (Миргород) (2)       | «Кремез» (Кременчук)         | «Нафтовик-Псел» (Гадяч)       |
| 2003-04  | «Кремінь» (Кременчук) (2)     | «ЗемляК» (Миргород)          | ПЗМС (Полтава)                |
| 2004-05  | «Кремінь» (Кременчук) (3)     | ПЗМС (Полтава)               | «Псел» (Гадяч)                |
| 2005-06  | ФК «Велика Багачка» (1)       | ФК «Лубни»                   | ПЗМС (Полтава)                |
| 2006-07  | ФК «Велика Багачка» (2)       | «Гірник» (Кременчук)         | ФК «Лубни»                    |
| 2007     | ФК «Велика Багачка» (3)       | «Криничка» (Кременчук)       | ФК «Лубни»                    |
| 2008     | ФК «Велика Багачка» (4)       | «Зоря» (Гоголеве)            | «Гірник» (Кременчук)          |
| 2009     | ФК «Велика Багачка» (5)       | «Гірник» (Кременчук)         | ФК «Жоржівка»                 |
| 2010     | ФК «Велика Багачка» (6)       | «Нове життя» (Андріївка)     | «Гірник» (Кременчук)          |
| 2011     | «Темп» (Градизьк) (1)         | ФК «Лубни»                   | «Локомотив» (Гребінка)        |
| 2012     | «Нове життя» (Андріївка) (1)  | «Темп» (Градизьк)            | «Фламінго» (Комсомольськ)     |
| 2013     | «Нове життя» (Андріївка) (2)  | «Фламінго» (Комсомольськ)    | «Темп» (Градизьк)             |
| 2014     | СК «Полтава» (1)              | «Фламінго» (Комсомольськ)    | ФК «Глобине»                  |
| 2015     | ФК «Рокита» (1)               | «Фламінго» (Комсомольськ)    | «Олімпія» (Савинці)           |
| 2016     | «Олімпія» (Савинці) (1)       | «Колос» (Лазірки)            | ФК «Рокита»                   |
| 2017     | «Олімпія» (Савинці) (2)       | «Колос» (Лазірки)            | ФК «Рокита»                   |
| 2018     | «Олімпія» (Савинці) (3)       | «Колос» (Лазірки)            | «Легіон» (Полтава)            |
| 2019     | «Олімпія» (Савинці) (4)       | «Легіон» (Полтава)           | «Колос» (Великі Сорочинці)    |
| 2020     | «Олімпія» (Савинці) (5)       | СК «Полтава»                 | ФК «Великі Кринки»            |
| 2021     | КЛФ (Полтава) (1)             | «Стандарт» (Нові Санжари)    | «Інваспорт» (Полтава)         |
| 2022     | «Стандарт» (Нові Санжари) (1) | «Олімпія» (Савинці)          | «Дружба» (Очеретувате)        |
| 2023     | «Олімпія» (Савинці) (6)       | ФК «Рокита»                  | «Стандарт» (Нові Санжари)     |
| 2024     | ФК «Рокита» (2)               | «Олімпія» (Савинці)          | ТГ «Великі Сорочинці»         |

## Призери Першої ліги
| Сезон | Чемпіон                           | 2 місце                            | 3 місце                            |
| 2014  | «Чайка» (Дейкалівка)              | «Зеніт» (Калайдинці)               | «Фортуна» (Кейбалівка)             |
| 2015  | «Інститут сої» (Глобине)          | «Дукат» (Селещина)                 | «Фортуна» (Кейбалівка)             |
| 2016  | «Вікторія» (Первозванівка)        | ФК «Великі Кринки» (Великі Кринки) | ФК «Глобине»                       |
| 2017  | «Локомотив» (Гребінка)            | «Вікторія» (Первозванівка)         | ФК «Великі Кринки» (Великі Кринки) |
| 2018  | «Дружба» (Очеретувате)            | «Аргус» (Голобородьківське)        | ФК «Лубни»                         |
| 2019  | «Авангард» (Яреськи)              | «Локомотив» (Гребінка)             | «Зіньків-1604» (Зіньків)           |
| 2020  | «Динамо» (Решетилівка)            | ФК «Пирятин»                       | «Базиль» (Базилівщина)             |
| 2021  | «Гірник-Спорт-2» (Горішні Плавні) | «Альтаір» (Бутенки)                | «Локомотив» (Гребінка)             |
| 2022  | «Перемога» (Клепачі)              | «Гірник-Спорт-2» (Горішні Плавні)  | КСК (Карлівка)                     |
| 2023  | «Аврора» (Полтава)                | ФК «Карлівка»                      | ФК «Миргород»                      |
| 2024  | «Ягуар» (Кременчук)               | ФК «Опішня»                        | ФК «Пирятин»                       |

## Досягнення клубів
| Клуб                            | Чемпіон | Друге місце | Третє місце |
| ------------------------------- | ------- | ----------- | ----------- |
| «Локомотив» (Полтава)           | 9       | 7           | 4           |
| «Супутник» (Полтава)            | 8       | 5           | 1           |
| «Олімпія» (Савинці)             | 6       | 2           | 1           |
| ФК «Велика Багачка»             | 6       | 0           | 0           |
| «Вагонобудівник» (Кременчук)    | 5       | 8           | 6           |
| «Псел» (Гадяч)                  | 5       | 2           | 4           |
| «Автомобіліст» (Полтава)        | 5       | 1           | 0           |
| «Металург» (Кременчук)          | 3       | 2           | 2           |
| «Кремінь» (Кременчук)           | 3       | 2           | 0           |
| «Локомотив» (Гребінка)          | 3       | 1           | 7           |
| «Спартак» (Полтава)             | 2       | 2           | 1           |
| ФК «Рокита»                     | 2       | 1           | 2           |
| «Буревісник» (Полтава)          | 2       | 1           | 0           |
| ФК «Миргород 2019»              | 2       | 1           | 0           |
| «Мотор» (Полтава)               | 2       | 1           | 0           |
| «Нове життя» (Андріївка)        | 2       | 1           | 0           |
| «Енергія» (Полтава)             | 1       | 5           | 1           |
| «Промінь» (Полтава)             | 1       | 2           | 2           |
| «Зірка» (Полтава)               | 1       | 1           | 4           |
| «Стандарт» (Нові Санжари)       | 1       | 1           | 1           |
| «Темп» (Градизьк)               | 1       | 1           | 1           |
| «Динамо» (Полтава)              | 1       | 1           | 0           |
| «Зірка» (Лубни)                 | 1       | 1           | 0           |
| ФК «Пирятин»                    | 1       | 1           | 0           |
| СК «Полтава»                    | 1       | 1           | 0           |
| «Колгоспник» (Хорол)            | 1       | 0           | 1           |
| «Нафтохімік» (Кременчук)        | 1       | 0           | 1           |
| «Велта» (Полтава)               | 1       | 0           | 0           |
| «Ворскла» (Полтава)             | 1       | 0           | 0           |
| КЛФ (Полтава)                   | 1       | 0           | 0           |
| «Кооператор» (Полтава)          | 1       | 0           | 0           |
| ПВАТУ (Полтава)                 | 1       | 0           | 0           |
| «Стріла» (Полтава)              | 1       | 0           | 0           |
| КрАЗ (Кременчук)                | 0       | 4           | 0           |
| «Фламінго» (Горішні Плавні)     | 0       | 3           | 1           |
| «Колос» (Лазірки)               | 0       | 3           | 0           |
| ФК «Лубни»                      | 0       | 2           | 3           |
| «Гірник» (Кременчук)            | 0       | 2           | 2           |
| «Кремез» (Кременчук)            | 0       | 2           | 1           |
| «Авіачастина» (Полтава)         | 0       | 2           | 0           |
| «Криничка» (Кременчук)          | 0       | 2           | 0           |
| ПЗМС (Полтава)                  | 0       | 1           | 2           |
| «Гірник-Спорт» (Горішні Плавні) | 0       | 1           | 1           |
| «Легіон» (Полтава)              | 0       | 1           | 1           |
| «Авангард» (Карлівка)           | 0       | 1           | 0           |
| «Авангард-2» (Кременчук)        | 0       | 1           | 0           |
| «Вимпел» (Петрівці)             | 0       | 1           | 0           |
| «Дормаш» (Кременчук)            | 0       | 1           | 0           |
| «Зоря» (Гоголеве)               | 0       | 1           | 0           |
| «Маяк» (Рокита)                 | 0       | 1           | 0           |
| «Нива» (Решетилівка)            | 0       | 1           | 0           |
| «Сокіл» (Білики)                | 0       | 1           | 0           |
| ДЮСШ «Колос» (Полтава)          | 0       | 0           | 3           |
| «Спартак» (Кременчук)           | 0       | 0           | 3           |
| «Динамо» (Миргород)             | 0       | 0           | 2           |
| «Спартак» (Кобеляки)            | 0       | 0           | 2           |
| «Торпедо» (Кременчук)           | 0       | 0           | 2           |
| «Харчовик» (Велика Багачка)     | 0       | 0           | 2           |
| ТГ «Великі Сорочинці»           | 0       | 0           | 2           |
| «Буревісник» (Миргород)         | 0       | 0           | 1           |
| ФК «Великі Кринки»              | 0       | 0           | 1           |
| ФК «Глобине»                    | 0       | 0           | 1           |
| «Граніт» (Кременчук)            | 0       | 0           | 1           |
| «Дружба» (Очеретувате)          | 0       | 0           | 1           |
| ФК «Жоржівка»                   | 0       | 0           | 1           |
| «Зоря» (Полтава)                | 0       | 0           | 1           |
| «Імпульс» (Лубни)               | 0       | 0           | 1           |
| «Інваспорт» (Полтава)           | 0       | 0           | 1           |
| «Колгоспник» (Карлівка)         | 0       | 0           | 1           |
| «Колос» (Кобеляки)              | 0       | 0           | 1           |
| «Колос» (Миргород)              | 0       | 0           | 1           |
| «Локомотив» (Горішні Плавні)    | 0       | 0           | 1           |
| ФК «Миргород»                   | 0       | 0           | 1           |
| «Харчовик» (Заводське)          | 0       | 0           | 1           |
| «Харчовик» (Скороходове)        | 0       | 0           | 1           |

## Кількість перемог
Першим чемпіоном в історії обласної першості Полтавщини в 1938 році стала команда Полтавського військового автомобільно-танкового училища (ПВАТУ).
За всю історію проведення турніру чемпіонами Полтавської області ставали 33 клуби з 14 населених пунктів. Найбільша кількість чемпіонів представляли Полтаву (17 команд). Також чемпіонами ставали 4 клуба з Кременчука.
Станом на кінець 2024 року найбільше чемпіонських титулів завоював полтавський «Локомотив», який ставав чемпіоном 9 разів (востаннє — в 1980 році). Друге місце за кількістю титулів (8) посідає полтавський «Супутник». По 6 чемпіонств здобули «Олімпія» із Савинців і ФК «Велика Багачка».

### Кількість перемог за командами
| Кількість перемог | Команди |
| ----------------- | --- |
| 9                 | «Локомотив» (Полтава) |
| 8                 | «Супутник» (Полтава) |
| 6                 | «Олімпія» (Савинці), ФК «Велика Багачка» |
| 5                 | «Вагонобудівник» (Кременчук), «Псел» (Гадяч), «Автомобіліст» (Полтава), |
| 3                 | «Металург» (Кременчук), «Кремінь» (Кременчук), «Локомотив» (Гребінка) |
| 2                 | «Спартак» (Полтава), ФК «Рокита», «Буревісник» (Полтава), ФК «Миргород 2019», «Мотор» (Полтава), «Нове життя» (Андріївка) |
| 1                 | «Енергія» (Полтава), «Промінь» (Полтава), «Зірка» (Полтава), «Стандарт» (Нові Санжари), «Темп» (Градизьк), «Динамо» (Полтава), «Зірка» (Лубни), ФК «Пирятин», СК «Полтава», «Стріла» (Полтава), «Колгоспник» (Хорол), «Нафтохімік» (Кременчук), «Велта» (Полтава), «Ворскла» (Полтава), КЛФ (Полтава), «Кооператор» (Полтава), ПВАТУ (Полтава) |

### Кількість перемог за населеними пунктами
| Кількість перемог | Населений пункт | Команди |
| ----------------- | --------------- | --- |
| 39                | Полтава         | «Локомотив» (9), «Супутник» (8), «Автомобіліст» (5), «Спартак» (2), «Буревісник» (2), «Мотор» (2), ПВАТУ (1), «Динамо» (1), «Енергія» (1), «Ворскла» (1), «Стріла» (1), «Зірка» (1), «Промінь» (1), «Кооператор» (1), «Велта» (1), СК «Полтава» (1), КЛФ (1) |
| 12                | Кременчук       | «Вагонобудівник» (5), «Кремінь» (3), «Металург» (3), «Нафтохімік» (1) |
| 6                 | Савинці         | «Олімпія» (6) |
| 6                 | Велика Багачка  | ФК «Велика Багачка» (6) |
| 5                 | Гадяч           | «Псел» (5) |
| 3                 | Гребінка        | «Локомотив» (3) |
| 2                 | Миргород        | ФК «Миргород 2019» (2) |
| 2                 | Андріївка       | «Нове життя» (2) |
| 2                 | Рокита          | ФК «Рокита» (2) |
| 1                 | Хорол           | «Колгоспник» (1) |
| 1                 | Лубни           | «Зірка» (1) |
| 1                 | Пирятин         | ФК «Пирятин» (1) |
| 1                 | Градизьк        | «Темп» (1) |
| 1                 | Нові Санжари    | «Стандарт» (1) |

### Кількість перемог за районами
| Кількість перемог | Район         | Населені пункти                                                      |
| ----------------- | ------------- | -------------------------------------------------------------------- |
| 42                | Полтавський   | Полтава (39), Андріївка (2), Нові Санжари (1)                        |
| 21                | Миргородський | Велика Багачка (6), Савинці (6), Гадяч (5), Миргород (2), Рокита (2) |
| 13                | Кременчуцький | Кременчук (12), Градизьк (1)                                         |
| 6                 | Лубенський    | Гребінка (3), Хорол (1), Лубни (1), Пирятин (1)                      |